# Трофименко, Ксения Ивановна
Ксения Ивановна Трофименко (1901—1986) — советский учёный почвовед, специалист в области изучения почв Северного Кавказа и Предкавказья, доктор сельскохозяйственных наук, профессор. Заслуженный деятель науки Северо-Осетинской АССР (1968).

## Биография
Родилась 23 марта 1901 года в Ессентуки.
В 1920 по 1925 год обучалась на агрономическом факультете Горского политехнического института, ученица профессора А. М. Панкова. 
С 1925 года на научно-исследовательской и педагогической работе на кафедре почвоведения в Горского государственного сельскохозяйственный института в качестве младшего научного сотрудника, старшего лаборанта, с 1936 по 1947 год — ассистента, с 1947 по 1959 год — доцент, с 1959 по 1968 год — заведующая кафедрой почвоведения этого института. С 1968 по 1986 год — профессор и консультант этой кафедры. Член Учёного совета этого института. 
С 1970 года помимо основной деятельности являлась председателем Северо-Кавказского филиала Всесоюзного общества почвоведов при АН СССР, председателем секции охраны почв Северо-
Осетинского отделения Всесоюзного общества охраны природы и членом Центрального бюро Всесоюзного общества «Знание».

### Научно-педагогическая деятельность и вклад в науку
Основная научно-педагогическая деятельность К. И. Трофименко была связана с вопросами в области  почвоведения, в том числе с изучением почв Северного Кавказа и Предкавказья. К. И. Трофименко  занималась исследованиями в области условий формирования и закономерностей распространения почв, которые развивались под влиянием сложного сочетания гидрологических особенностей местности и вертикальной зональности. Под  руководством К. И. Трофименко впервые были подробно описаны особенности свойств и состава каштановых почв, Восточного Предкавказья а так же их генезиса и эволюции.
В 1947 году защитила диссертацию на соискание учёной степени кандидат геолого-минералогических наук по теме: «Почвы правобережья Терека в пределах Северной Осетии», в 1967 году — доктор сельскохозяйственных наук по теме: «Генезис, география и агропроизводственная оценка почв Предкавказья». В 1968 году ВАК СССР ей было присвоено учёное звание профессор. К. И. Трофименко было написано более пятидесяти научных трудов, в том числе монографий, и статей в фундаментальном труде: «Агрохимическая характеристика почв СССР» (3-й том, 1964, М.:  Издательство АН СССР), а так же  статей в журнале АН СССР — «Почвоведение». Под её руководством было выполнено десять кандидатских диссертаций.

## Основные труды
- Почвы правобережья реки Терек в пределах Северной Осетии / К. И. Трофименко; Горский сельскохозяйственный институт. — Дзауджикау : Гос. изд. Северо-Осетинской АССР, 1945.
- Агрохимическая характеристика почв СССР / Отв. ред. д-р с.-х наук А. В. Соколов; Акад. наук СССР. Почв. ин-т им. В. В. Докучаева. — М.: Изд-во Акад. наук СССР, 1964. — Т. 3: Районы Северного Кавказа. — 365 с.[2]
- Генезис, география, систематика и агропроизводственная оценка почв Предкавказья / Всесоюз. акад. с.-х. наук им. В. И. Ленина. Почв. ин-т им. В. В. Докучаева. — М.: 1966.
- Система ведения сельского хозяйства в Северной Осетии и Чечено-Ингушетии / К. И. Трофименко, К. Х. Бясов, А. А. Головлев и др. ; Редкол.: Б. Н. Торчинов, канд. с.-х. наук (пред.) и др.; М-во сел. хоз-ва РСФСР.Сев.-Кавк. НИИ горн. и предгорн. сел. хоз-ва, Чеч.-Инг. гос. с.-х. опыт. станция. — Орджоникидзе : Ир, 1977. — 367 с.[4]

## Награды, звания
- Орден Трудового Красного Знамени
- Заслуженный деятель науки Северо-Осетинской АССР (1968)[1][2][3]